# هوپ (حوزه سرشماری)، نیوجرسی
هوپ (به انگلیسی: Hope) یک منطقهٔ مسکونی در ایالات متحده آمریکا است که در هاووپ واقع شده‌است. هوپ ۱٫۵۹۳ کیلومتر مربع مساحت و ۱۹۵ نفر جمعیت دارد و ۱۲۷ متر بالاتر از سطح دریا واقع شده‌است.